# 梅戸綽
梅戸 綽（うめと ゆたか、1881年（明治14年）4月12日 - 1951年（昭和26年）9月5日）は、大日本帝国陸軍軍人。最終階級は陸軍少将。功四級。

## 経歴・人物
愛媛県出身。1901年（明治34年）陸軍士官学校第13期卒業。
1923年（大正12年）3月に工兵第20大隊長、1924年（大正13年）2月に陸軍工兵大佐、同年12月に鉄道第1連隊長を経て、1929年（昭和4年）8月に陸軍少将・陸軍通信学校長に任官。
その後、1932年（昭和7年）8月8日に待命、同月30日には予備役に編入した。